# 堤川体育中心火灾事故
|  |

堤川体育中心火灾事故为一起2017年12月21日发生于大韩民国忠清北道堤川市的一体育中心火灾，造成至少29人死亡，36人受伤。其中20人受困于大楼二层桑拿房而身亡。除了之外，大楼还有各式商业场所，包括健身房、高尔夫练习场和多家餐厅。约20人从屋顶救出。初步报告表明，受害者吸入有毒气体丧失行为能力，而气体产生极快，人无法逃离。吸入浓烟也是人员受伤的原因。由于有毒气体和特浓烟无法消散，救援行动一度推迟。

## 概述
当地时间2017年12月21日15点53分，大然阁饭店一楼停车场天花板内的电热丝短路，引发火花点燃了一辆车，火势在这栋八层楼高的建筑内蔓延。堤川消防局于16点到场，但由于一楼的车辆和液化石油气储罐有爆炸风险，无法接近。事故造成29人死亡，36人受伤。
犯罪实验室调查结果显示，安装在一楼停车场天花板管道的电热丝遭火花引燃。随后，天花板结构塌陷，落在一辆停放的车子上，将火势进一步扩大到其他停放的车辆。此外，女桑拿房所在的二楼有紧急出口被用作仓库。此外，员工没有帮忙疏散，外加出口自动门故障，受害者难以逃生，造成更多人员伤亡。
大楼业主尝试用消防栓灭火未果，进入大楼撤离人员。不过，他担心桑拿房的女性没穿衣服，便没有进去，而选择在门外大喊大叫，警告人们撤离。消防车云梯架设延误期间，私人云梯车救走了部分民众。此外，一名老者在现场救出15人，但他后来被送往医院。
警方于圣诞节突袭了大楼业主和经理的家，搜集可指控因专业疏忽和违反消防法律造成过失杀人罪的证据。警方计划于星期二向两人发布逮捕令。

## 反应
韩国总统文在寅表示“深切悲痛”，国务总理李洛渊要求加快派遣救援队伍前往事发地点。2018年平昌冬奥会组委会宣布原计划在堤川举行的圣火传递将取消，路线会修改。

## 争议
部分人指出堤川消防局没能妥善处理火情。受害者从出口逃出，但消防员却没有接近出口。此外，没人尝试破窗进入二楼，云梯架设也不合理。另有人批评地方政府的疏忽造成消防设备和人力不足，引发灾难。
消防员指出，受害者大都吸入有毒气体，在火情早期身亡，然而，其中一名的受害者家属声称事发四小时后曾有人打电话报警。死者家属批评消防局错过了紧急救援的黄金时间。

## 资料来源
1. 1 2  . Yonhap News. 2017-12-23  [2017-12-24]. （原始内容存档于2019-10-21）.
2. 1 2  . 环球时报. 2017年12月22日  [2017年12月22日]. （原始内容存档于2019年8月13日）.
3. 1 2 3  . Time.   [2017-12-21]. （原始内容存档于2017年12月24日）.
4. 1 2  . Yonhapnews. 2017-12-24  [2017-12-24]. （原始内容存档于2019-10-30）.
5. ↑  . NPR.   [2017-12-21]. （原始内容存档于2019-11-06）.
6. ↑  . BBC. 2017-12-21  [2017-12-21]. （原始内容存档于2021-01-25） –www.bbc.com.
7. ↑  . Yonhap News Agency.   [2017-12-21]. （原始内容存档于2018-10-31）.
8. ↑  Song, Yi-ran. . Edaily. 2017-12-21  [2017-12-24]. （原始内容存档于2018-12-05） （韩语）.
9. ↑  Byun, Woo-yeol. . Yonhap News. 2017-12-22  [2017-12-24]. （原始内容存档于2019-11-09） （韩语）.
10. ↑  Park, Chan-geun. . SBS News. 2017-12-23  [2017-12-24]. （原始内容存档于2018-01-08）.
11. ↑  Park, Tae-sung. . News1. 2017-12-22  [2017-12-24]. （原始内容存档于2019-08-12） （韩语）.
12. ↑  Park, Jin-joon. . MBC News. 2017-12-22  [2017-12-24]. （原始内容存档于2017-12-23）.
13. ↑  Lee, Jun-beom. . MBC News. 2017-12-23  [2017-12-24]. （原始内容存档于2019-08-16） （韩语）.
14. ↑  . Yonhap News. 2017-12-23  [2017-12-24]. （原始内容存档于2019-08-12） （韩语）.
15. ↑  Byun, Woo Yeol. . Yonhap News. 2017-12-23  [2017-12-24]. （原始内容存档于2019-11-14） （韩语）.
16. ↑  . Yonhap News. 2017-12-25  [2017-12-25]. （原始内容存档于2018-01-29）.
17. ↑  . Hindustani Times. 2017-12-21  [2017-12-21]. （原始内容存档于2019-11-09） （英语）.
18. ↑  Shin, Jung-hoon; Jang, Hyun-tae; Kwon, Seon-mi. . News Chosun. 2017-12-23  [2017-12-25]. （原始内容存档于2019-08-11） （韩语）.
19. ↑  Nam, In-woo. . Seoul Newspaper. 2017-12-24  [2017-12-25]. （原始内容存档于2019-08-12） （韩语）.
20. ↑  . Yonhap News. 2017-12-24  [2017-12-24]. （原始内容存档于2019-08-11）.